# Rudolf Vytlačil
Rudolf Vytlačil (ur. 9 lutego 1912 w Schwechat, zm. 1 czerwca 1977 tamże) – czechosłowacki piłkarz, a następnie trener piłkarski. W swojej karierze grał w takich klubach jak: Phönix Schwechat, Slovan Wiedeń, Rapid Wiedeń, Wiener AC, Favoritner AC i Slavia Praga.
Od 1959 do 1963 roku był selekcjonerem reprezentacji Czechosłowacji, z którą w tym czasie zdobył wicemistrzostwo świata na mundialu 1962 oraz brązowy medal mistrzostw Europy dwa lata wcześniej. W 1966 roku, na kolejnym turnieju o Puchar Świata, prowadził reprezentację Bułgarii, ale tym razem jego drużyna odpadła już po rundzie grupowej.
Ponadto był szkoleniowcem Radomiaka Radom 1947–1948, SK Teplice (1948–1950) oraz Rapidu Wiedeń (1966–1968), który doprowadził do dwóch tytułów mistrza Austrii (1967 i 1968). Dwukrotnie - w latach 1964–1966 i 1970–1971 – pracował w Lewskim Sofia. Wywalczył z nim mistrzostwo Bułgarii (1965), Puchar Armii Sowieckiej (1970) oraz ćwierćfinał Pucharu Zdobywców Pucharów 1969–1970.